# Montivipera kuhrangica
Espèce
Montivipera kuhrangica est une espèce de serpents de la famille des Viperidae. 

## Répartition
Cette espèce est endémique de la province de Chahar Mahaal et Bakhtiari en Iran. Elle se rencontre dans les monts Zagros.

## Description
C'est un serpent venimeux et ovovivipare.

## Étymologie
Son nom d'espèce lui a été donné en référence au lieu de sa découverte, le Kuhrang.

## Publication originale
- Rajabizadeh, Nilson & Kami, 2011 : A New Species of Mountain Viper (Ophidia: Viperidae) from the Central Zagros Mountains, Iran. Russian Journal of Herpetology, vol. 18, no 3, p. 235–240.